# Mikao Usui
Mikao Usui (臼井 甕男, Usui Mikao?) (Gifu, 15 de agosto de 1865 — Fukuyama, 9 de março de 1926), também conhecido no Japão como Usui Sensei, é considerado o decodificador do Reiki na forma que se aplica atualmente.
Até meados da década de 1990 apenas um grupo seleto de Mestres Reiki sabia sobre sua biografia, nem mesmo as datas de nascimento e de falecimento.

## Biografia
Mikao Usui era, entre outras coisas, um monge budista com conhecimento de várias técnicas de saúde holísticas. Nasceu no Japão em 15 de agosto de 1865, numa pequena vila chamada Taniai, distrito de Yamagata, prefeitura de Gifu.
Segundo as investigações de Frank Arjava Petter, reveladas no seu livro em parceria com Walter Lubeck e William Rand, “The Spirit of Reiki”, Usui estudou, quando jovem, Kiko (a versão japonesa do Chi Kung – uma arte oriunda da China para melhorar a saúde através de meditação, exercícios de respiração e exercício em movimento), no templo budista Tendai, no Monte Kurama, Norte de Kyoto. Muitas dessas práticas eram do conhecimento dos samurais, e ainda são utilizadas em vários países da Ásia.
Nas práticas do Kiko usa-se a própria energia vital para a cura de outras pessoas, ficando o doador dessa energia desvitalizado. Algo que não foi do agradado a Mikao Usui e que teria feito nascer a semente daquilo que hoje conhecemos como Reiki. A diferença entre as práticas de Kiko (basicamente físicas) e Reiki é que o Mestre Usui adicionou o seu conhecimento sobre espiritualidade e meditação sem encampar a religião.
Segundo William Rand (no mesmo livro), Usui viajou depois por todo o Japão, China e Europa em busca de conhecimento nas áreas da medicina, psicologia, religião e desenvolvimento espiritual. Numa dessas etapas, juntou-se a um grupo designado Rei Jyutu Ka, onde a sua formação acerca do mundo espiritual foi fortificada. Todo o intenso e continuado interesse no conhecimento teriam criado as fundações da incrível bênção que deixou à humanidade.
Mikao Usui faleceu aos 62 anos em 9 de março de 1926 em Fukuyama, Hiroshima, Japão, durante uma hemorragia cerebral.